# Leon Połomski
Leon Ludwik Jan Połomski (ur. 28 kwietnia 1875 w Gdańsku, zm. 5 sierpnia 1940 w KL Stutthof) – prezbiter rzymskokatolicki, filomata pomorski, działacz narodowy na Pomorzu, proboszcz parafii p.w. Wniebowzięcia Najświętszej Maryi Panny w Kartuzach.

## Życiorys
Urodził się w rodzinie Ludwika, urzędnika celnego i Teofili z d. Krawcowicz. Jego stryjem był ks. prał. Ksawery Ignacy Połomski (1833–1924) – proboszcz parafii farnej w Wąbrzeźnie, działacz narodowy, wykładowca w Seminarium Duchownym w Pelplinie, Honorowy Obywatel Wąbrzeźna. W latach 1888–1892 kształcił się w progomnazjum Collegium Marianum w Pelplinie. Następnie rozpoczął naukę w Królewskim Symultannym Gimnazjum w Brodnicy. Od 1873 r. w placówce tej istniała tajna organizacja samokształceniowa, założona przez Mariana Euzebiusza Karwata – byłego ucznia gimnazjum chełmińskiego, późniejszego dr. medycyny, pierwszego dyrektora brodnickiego szpitala. Połomski został członkiem tego stowarzyszenia i działał w nim do chwili ukończenia szkoły. Po zdaniu egzaminu maturalnego wstąpił do Seminarium Duchownego w Pelplinie. Święcenia kapłańskie przyjął 17 marca 1901. Pierwszą parafią, w której pełnił posługę duszpasterską, była parafia p. w. św. Wojciecha w Kielnie. Później był wikarym w Pucku, Grzybnie oraz administratorem w Papowie Biskupim (1907) i Niezabyszewie (1908–1910). Tam też próbował założyć szkołę parafialną, jednakże jego starania zostały utrącone przez władze, a on sam – w odpowiedzi na podanie o pozwolenie na budowę budynku szkolnego – otrzymał nakaz opuszczenia niezabyszewskiej parafii.
Swoją posługę kontynuował w Wielowiczu, a od 2 marca 1915 jako proboszcz w Strzelnie koło Pucka. W latach 1918–1920 zasiadał w Powiatowej Radzie Ludowej w Pucku. W tym czasie działał również w Towarzystwie Naukowym w Toruniu.
W kwietniu 1927 r. został przeniesiony do Kartuz. Jako proboszcz tamtejszej parafii p.w. Wniebowzięcia Najświętszej Maryi Panny przeprowadził renowację świątyni i wyposażył ją w nowy sprzęt liturgiczny. Założył także nowy cmentarz. W Kartuzach był prezesem miejscowego oddziału Towarzystwa Czytelni Ludowych. Za swoją działalność otrzymał Złoty Krzyż Zasługi, nadany mu przez prezydenta Ignacego Mościckiego w lutym 1930 r. 
W 1939 r. okupacyjne władze niemieckie oskarżyły ks. Połomskiego o zdewastowanie pomnika pruskiego chorążego w Kartuzach. Aresztowany i więziony, wyszedł na wolność dzięki interwencji kartuskiego pastora Wilhelma Müllera (prywatnie przyjaciela ks. Połomskiego). Po raz kolejny został aresztowany w czerwcu 1940 r. pod zarzutem spowiadania w języku polskim. Osadzony w niemieckim obozie koncentracyjnym Stutthof (numer obozowy: 9981), zmarł 5 sierpnia 1940 r., dwa dni wcześniej brutalnie skatowany przez kapo. 

## Odznaczenia
- Złoty Krzyż Zasługi (8 lutego 1930)[1]